# Grêmio Esportivo Força e Luz
O Grêmio Esportivo Força e Luz foi um clube de futebol brasileiro da cidade de Porto Alegre no Rio Grande do Sul.

## História
O clube foi oficialmente fundado por funcionários da Carris e da Companhia de Energia Elétrica Rio Grandense, em 8 de setembro de 1921.
Nestes primeiros tempos seu campo localizava-se na rua da Glória. Logo, porém, o clube mudou-se para um campo na avenida Teresópolis. Com a unificação do futebol gaúcho, em 1923, o Força e Luz ingressou na 2ª divisão da APAD, ganhando o campeonato deste ano. No ano seguinte, disputou a Série A da 2ª Divisão, sendo vice no 1º quadro e campeão nos 2º e 3º quadros. Com o fim da 2ª Divisão da APAD em 1925, e o surgimento da APAF, o Força e Luz manteve-se fora das duas entidades, ausentando-se de competições oficiais por alguns anos. Em 1929 o Força e Luz arrendou a Chácara das Camélias, campo do Porto Alegre. No ano seguinte abandonou a APAD e ingressou na AMGEA, disputando a Série B e conseguindo o acesso para a temporada seguinte. Em 1931, além de disputar a Série A, o clube mudou-se para o campo da rua Arlindo. Em 1932, contando com onze filados, a AMGEA formou novamente duas séries, ficando o Força e Luz na Série B. Com a desistência dos demais participantes desta série, o Força e Luz foi proclamado campeão, e classificou-se para disputar com o São José, último colocado da Série A, uma vaga no campeonato seguinte, mas perdeu a série de melhor de três partidas. Em 1934 o Força e Luz voltou a disputar o campeonato, com a extinção da Série B.

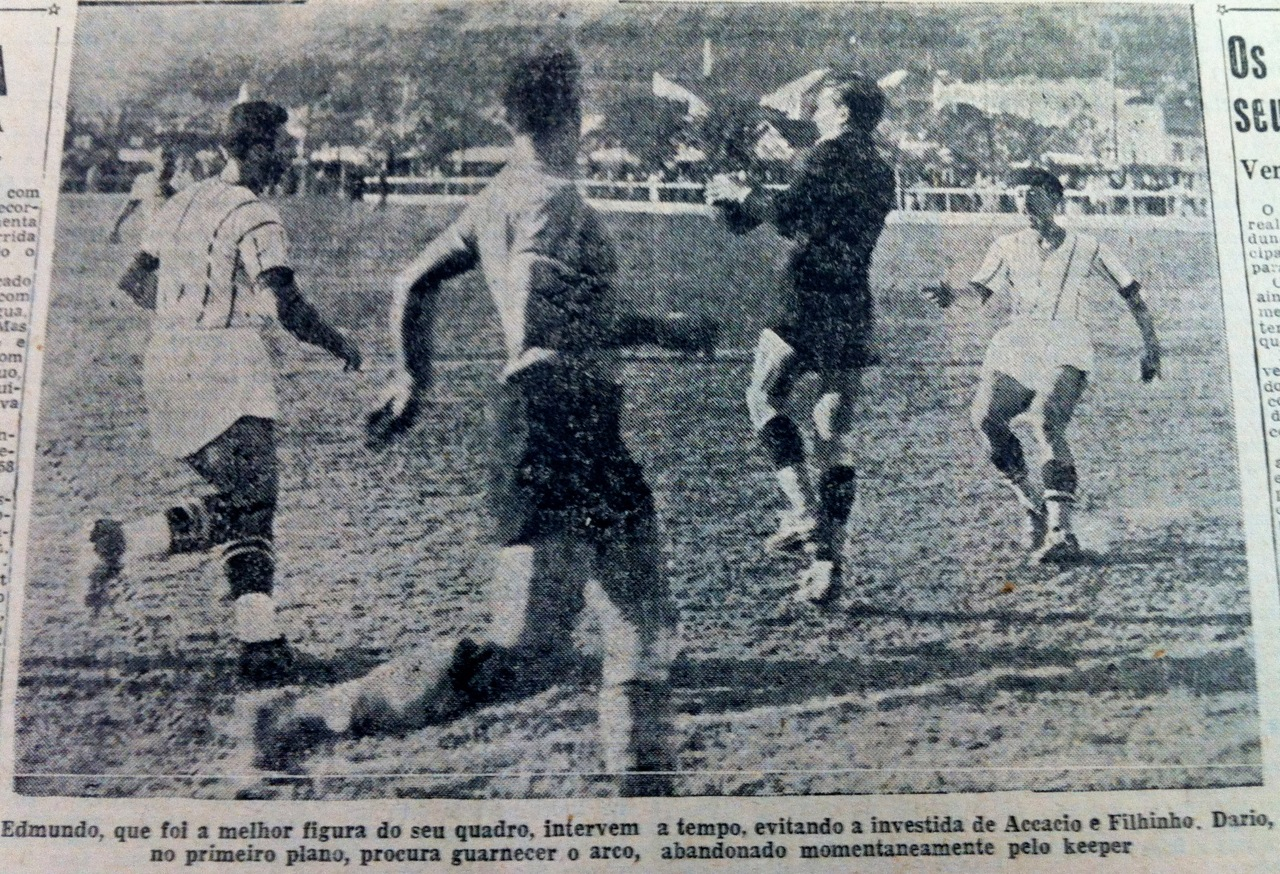
O time do Força e Luz, de camisas listradas, em vitória sobre o Grêmio em 1940

Era o time da Carris (companhia de bondes de Porto Alegre). Sua camisa, branca com listras verticais vermelhas, valeu-lhe o apelido de "rajado". O "Forcinha", como também chegou a ser chamado, foi uma das equipes da cidade que, já na década de 1930, admitia jogadores de origem mais humilde em sua formação, incluindo alguns negros.
Em 14 de abril de 1935 inaugurou o Estádio da Timbaúva, perdendo para o Internacional por 5x1.[carece de fontes?] Na Timbaúva foi disputada a primeira partida de campeonato brasileiro (de seleções) no Rio Grande do Sul. Obrigado a mudar de nome, durante a década de 1940, chamou-se Rio Branco e Corinthians, tendo posteriormente retomado o nome original. No início de 1959 o clube fechou as portas do departamento de futebol. Em 1972 voltou a jogar profissionalmente, disputando a 2ª divisão e a Copa Governador do Estado.
Até 2006 o clube participou do campeonato de veteranos, mas nesse ano vendeu o Estádio da Timbaúva para a Companhia Zaffari que, até o momento não demoliu o local. Ainda em 2006 o clube protocolou junto à Federação Gaúcha de Futebol a sua extinção.
Para não deixar a mística do nome morrer no esquecimento, a União Social dos Empregados da Carris (Usecarris) batizou, em 2009, o time de "Carris Força e Luz". O agora tricolor (azul, vermelho e branco) pretende disputar o campeonato de futebol amador de Porto Alegre.